# António Hirata
António Masanori Hirata Neto, noto semplicemente come António Hirata (平田 ネト アントニオ マサノリ?, Hirata Neto Antonio Masanori; Ōbu, 16 novembre 1995), è un giocatore di calcio a 5 brasiliano naturalizzato giapponese, campione asiatico con la nazionale giapponese nel 2022.

## Carriera
Nato in Giappone da una famiglia nippo-brasiliana, Hirata si è trasferito in Brasile poco dopo la nascita salvo poi ritornare in Oriente all'età di sei anni, stabilendosi a Nagoya. Nonostante i natali, Hirata ha dovuto attendere il 2016 per ottenere la cittadinanza giapponese. Due anni più tardi ha debuttato nella Nazionale maschile di calcio a 5 del Giappone con cui ha vinto la Coppa d'Asia 2022.

## Palmarès

### Club

#### Competizioni nazionali
- Campionato giapponese: 6
Nagoya Oceans: 2017-2018, 2018-2019, 2020-2021, 2021-2022, 2022-2023, 2023-2024

#### Competizioni internazionali
- AFC Futsal Club Championship: 1
Nagoya Oceans: 2019

### Nazionale
- Coppa d'Asia: 1
Kuwait 2022